# Иоганн Адольф I (герцог Саксен-Вейсенфельский)
Иоганн Адольф I (нем. Johann Adolf I. von Sachsen-Weißenfels, 2 ноября 1649 — 24 мая 1697) — герцог Саксен-Вейсенфельский с 1680.

## Биография
Иоганн Адольф был старшим сыном Саксен-Вейсенфельского герцога Августа и его первой жены Анны Марии Мекленбург-Шверинской. После того, как в 1680 году умер отец, Иоганн Адольф продолжил начатое им строительство замка Нёй-Августусбург. Территорию секуляризованного архиепископства Магдебургского пришлось, в соответствии с предыдущими договорённостями, отдать курфюршеству Бранденбург, однако оставались ещё споры относительно не входивших в состав патримонии территорий бывшего графства Барби и владения Розенберг. В соответствии с завещанием Августа графство Барби отошло его младшему сыну Генриху, Розенберг же в апреле 1681 года был продан Иоганном Адольфом за 60 тысяч талеров курфюрсту Бранденбурга. В 1687 году из-за долгов, оставшихся от отца, Иоганн Адольф был вынужден продать Бург.

## Семья и дети
25 октября 1671 года Иоганн Адольф женился в Альтенбурге на Иоганне Магдалене Саксен-Альтенбургской, дочери Фридриха Вильгельма II Саксен-Альтенбургского. У них было одиннадцать детей:
- Магдалена Сибилла (1673—1726), вышла замуж за герцога Иоганна Вильгельма Саксен-Эйзенахского.
- Август Фридрих (1674—1675).
- Иоганн Адольф (1676—1676).
- Иоганн Георг (1677—1712) - в 1698 году женился на Фридерике Элизабет Саксен-Эйзенахской.
- мертворождённый сын (1678)
- Иоганна Вильгельмина (1680—1730).
- Фридрих Вильгельм (1681—1681).
- Кристиан (1682—1736) - в 1712 году женился на Луизе Кристиане Штольберг-Штольбергской..
- Анна Мария (1683—1731) - в 1705 году вышла замуж за графа Эрдмана II Промнитц[нем.]..
- София (1684—1752), замужем за маркграфом Георгом Вильгельмом Бранденбург-Байрейтским, затем за Альбертом Иосифом фон Годицем
- Иоганн Адольф II (1685—1746) - в 1721 года женился на Иоганне Антуанетте, дочери герцога Иоганна Вильгельма Саксен-Эйзенахского; в 1734 года женился на Фридерике Саксен-Гота-Альтенбургской..

После смерти жены в 1686 году, Иоганн Адольф женился 3 февраля 1692 года в Кверфурте на Кристине Вильгельмине фон Бюнау. Брак был морганатическим, и лишь в 1697 году по настоянию мужа Кристиана Вильгельмина получила титул рейхсграфини. Детей у них не было.